# Ok22
Ok22 — паровоз местного и пригородного движения, производившийся с 1923 по 1959 год на заводах Hanomag и Fablok.
Производство паровозов этой серии было начато в 1923 году, первые пять были построены на заводе Hanomag в Ганновере, а затем серийное производство развёрнуто на заводе Fabloc в городе Хшануве продолжалось вплоть до 1959 года. Основой конструкции данного паровоза был прусский паровоз серии P8. Вместе с Ok1, паровозы Ok22 составляли основу паровозного парка местного и пригородного движения довоенной Польши. После начала войны, часть этих паровозов оказалась в подчинении немецких железных дорог, где им присвоили серию 38 и номера № 4501 — 4630. Также часть оказалась на советских железных дорогах (по советским данным — 74 шт, по немецким —88), где им присвоили серию Ок22 (латиница была заменена на кириллицу). После окончания войны, на территории Польши сохранилось ещё более 90 паровозов Ok22.
В 1952 году в качестве опыта 2 паровозам Ok22 поставили котлы от американских Tr203. Получившимся паровозам присвоили серию Ok203. В 1959 году в качестве опыта был построен с нуля паровоз с таким котлом, который получил обозначение Ok55. Паровоз планировали запустить в производство для замены Ok22, но отказались.
До наших дней сохранены лишь два паровоза серии Ok22, один из них находится в музее промышленности и железных дорог в городе Явожина-Слёнска, другой в городе Вольштын. Один из паровозов в 2004 году восстановлен до рабочего состояния.